# Paraepepeotes togatus
Paraepepeotes togatus es una especie de escarabajo longicornio del género Paraepepeotes, tribu Monochamini, subfamilia Lamiinae. Fue descrita científicamente por Perroud en 1855.

## Descripción
Mide 26-33 milímetros de longitud.

## Distribución
Se distribuye por Indonesia y Papúa Nueva Guinea.